# 아쿠에이리언 에이지 TCG
아쿠에이리언 에이지 TCG는 아쿠에이리언 에이지 시리즈의 원작인 트레이딩 카드 게임이다.
매직 더 개더링의 영향을 많이 받아 비슷한 요소가 많다. 하지만 모에 미소녀의 성장 과정을 형상화한 특유의 룰도 존재한다. 또한 다른 게임에 비해 캐릭터끼리의 전투에 중점을 많이 두고 있다. 스토리의 성질상 캐릭터와 아이템 등의 모티브를 세계 각지의 신화와 오컬트, 실존한 영웅 등에서 많이 인용해 온 것도 특징의 하나이다. 1:1 대전뿐만 아니라 2:2의 태그 대전이나 솔로 플레이 등 다양한 플레이 패턴을 가지고 있다.
대부분의 카드 이미지는 모에 미소녀이고, 모에 미소년도 적지만 존재한다.

## 게임의 요소

### 승리조건
다음의 두가지 조건 중 하나 이상을 만족한 플레이어는 게임에서 패배하고, 마지막까지 살아남은 플레이어가 승자가 된다.
- 덱에서 카드를 뽑아야 하는 상황에서, 덱에 카드가 없을 때
- 대미지 장의 카드가 10장 이상이 되었을 때

### 덱 & 카드
카드의 종류
- 캐릭터 카드: 플레이어가 지배하는 인물, 동물, 기계 등.
- 브레이크 카드: 캐릭터가 그 능력을 각성하거나 성장하여 강해진 형태.
- 프로젝트 카드: 필드와 캐릭터에게 영향을 끼치는 마법, 작전 등. 자신의 차례에만 사용 가능.
- 패스트 카드: 프로젝트 카드와 거의 같지만, 상대 차례에도 사용 가능.
- 퍼머넌트 카드: 무기, 방어구 등의 장비품. 기본적으로 캐릭터 1명에게 1개만 세트 가능.

카드의 능력치
- 정신력: 카드의 왼쪽 위에 숫자로 적혀 있다. 정신력을 초과하는 매수의 파워 카드는 세트할 수 없다.
- 공격력: 카드의 왼쪽 아래에 숫자로 적혀 있다. 배틀시에 사용된다.
- 내구력: 카드의 왼쪽 아래에 숫자로 적혀 있다. 배틀시에 사용된다.

카드의 사용조건
브레이크 카드, 프로젝트 카드, 퍼머넌트 카드, 패스트 카드의 사용 및 세트를 하기 위해서는 아래의 2가지 조건을 만족해야 할 필요가 있다.
- 필요 팩터: 브레이크 카드, 퍼머넌트 카드의 오른쪽 위, 프로젝트 카드, 패스트 카드의 왼쪽 위에 있는 세력 마크를 의미한다. 세력 마크 개수 이상의, 해당 세력의 캐릭터를 지배하고 있어야 한다. 효과 처리시에 검사한다.
- 코스트: 필요 팩터의 옆에 있는 숫자를 의미한다. 해당 숫자만큼의 파워 카드를 자신의 지배 캐릭터에서 지불해야 한다. 발동 선언시에 지불한다.

또한 브레이크 카드를 세트하기 위해서는 아래와 같은 추가적인 조건을 만족시켜야 한다.
- 자신의 테리토리에 있는 캐릭터를 브레이크하는 경우, 브레이크 할 캐릭터 카드와 브레이크 카드가 똑같은 분류 아이콘을 최소한 1개 가지고 있어야 한다.
- 상대의 테리토리에 있는 캐릭터를 브레이크하는 경우, 위 조건에 더해서, 그 캐릭터에 파워 카드가 세트되어 있지 않아야 한다.

덱의 구성
- 덱의 매수는 40장 이상 60장 이하.
- 같은 이름의 카드는 4장까지.

세력
모든 카드는 6세력중 임의의 세력에 속해있다. 속한 세력은 카드의 색깔로 알 수 있다.
- E.G.O.: 초능력자집단. 파워 카드에 영향을 받는 캐릭터가 많다. 스튜던트, 워커 분류의 캐릭터가 많으며, 세력 색깔은 하얀색.
- 아라야식(阿羅耶識): 동양 주술 동맹. 상대의 행동을 제한하거나 정신공격에 내성을 가지고 있는 캐릭터가 많다. 영능력자 분류의 캐릭터가 많으며, 세력 색깔은 빨간색.
- WIZ-DOM: 서양 마법 비밀결사. 상대를 제거, 직접공격하거나 정신공격을 가지고 있는 캐릭터가 많다. 미스틱, 크리처 분류의 캐릭터가 많으며, 세력 색깔은 파란색.
- 다크로어: 옛 몬스터들의 후손. 스스로의 공격력을 강화하거나, 파워카드에 영향을 끼치는 캐릭터가 많다. 귀신이나 워울프 등의 다른 세력에서는 흔하지 않은 분류가 많다. 세력 색깔은 녹색.
- 극성제국(極星帝國): SagaII부터 등장한 패러렐 월드의 나라. 다른 세력의 캐릭터와 양방 브레이크를 할 수 있는 캐릭터가 존재한다. 필드 전체에 효과를 미치거나, 대미지 장에 있는 카드를 활용하는 카드가 많다. 전체적으로 워리어, 언데드 등의 분류가 많으며, 세력 색깔은 노란색.
- 이레이저: 외계함대. SagaII에서는 스토리 상의 문제로 등장하지 않았다. 공격력을 특화하여, 상대의 태세가 갖추어지기 전에 공격하는 속공형 캐릭터가 많다. 이레이저, 사이보그 분류가 많으며, 세력 색깔은 검은색.

분류
캐릭터 카드, 브레이크 카드가 어떤 존재인지를 나타내는 아이콘. 카드의 아래쪽에 위치. 총 25종류가 있으며, 남녀 서로 다른 아이콘을 사용한다. (남녀 구별 없이 같은 아이콘을 사용하는 분류도 있다)
- 스튜던트: 학생.
- 워커: 직업을 가지고 생업에 종사하는 캐릭터.
- 애슬릿(Athlete): 우수한 운동능력을 가진 캐릭터.
- 스칼라: 학자, 현자.
- 탤런트: 재능인, 연예인.
- 영능력자: 영능력을 가진 캐릭터.
- 크리처: 인조생물.
- 미스틱: 마력을 가진 캐릭터.
- 뱀파이어: 흡혈귀.
- 귀신: 귀신, 도깨비.
- 몬스터: 괴물.
- 악마: 악마.
- 워울프: 늑대, 혹은 개과 생물의 특징을 가진 캐릭터.
- 워타이거: 호랑이, 혹은 고양이과 생물의 특징을 가진 캐릭터.
- 안드로이드: 인조인간.
- 이레이저: 우주인, 혹은 천사의 날개를 가진 캐릭터.
- 드라군: 용, 혹은 파충류의 특징을 가진 캐릭터.
- 사이보그: 기계를 이용하여 육체를 강화한 캐릭터.
- 워리어: 전투, 살인을 생업으로 하는 캐릭터.
- 스캐너: 초능력을 가진 캐릭터.
- 트라이: 눈을 3개 가진 캐릭터.

이하 남녀 구분이 없는 분류 아이콘.
- 머메이드: 인어, 수중생물.
- 고스트: 영체, 영혼 등과 같이 실체를 갖지 않는 캐릭터.
- 머신: 기계.
- 언데드: 어떤 방법으로 죽은 뒤에 되살아나거나, 생명 없이 활동하고 있는 캐릭터.

카드 텍스트의 용어
- 오너: 효과를 사용하고 있는 플레이어, 카드의 주인을 의미한다.
- 액티브 캐릭터: 세력 파티의 가장 위에 있는 캐릭터를 의미한다.

### 필드의 구성
- 지배 에이리어: 지배된 캐릭터를 놓는 곳.
- 세력 에이리어: 아직 지배되지 않은 캐릭터를 놓는 곳. 이곳에 캐릭터를 놓을 경우 세력별로 분류해서 겹쳐 놓는다.
- 세력 파티: 세력 에이리어에 세력별로 분류된 분류 하나.
- 프로젝트 카드&패스트 카드 놓는 곳: 효과를 발휘중인 프로젝트 카드와 패스트 카드를 놓는 곳.
- 무덤(捨て札置き場): 사용이 끝난 카드나 파괴된 카드를 놓는 곳.
- 대미지 장(ダメージ置き場): 대미지의 양을 표시하는 카드를 놓는 곳.
- 테리토리(Territory): 한 플레이어의 지배 에이리어, 세력 에이리어, 프로젝트 카드&패스트 카드 놓는 곳을 합쳐서 부르는 명칭.
- 장(場): 모든 플레이어의 테리토리를 합쳐서 부르는 명칭.

### 특수처리
스킬
- ▼ (어그레시브): 세력 페이즈에 액티브 캐릭터가 이 스킬을 가지고 있었을 경우, 플레이어에게 어택 선언한다.
- 드로우±X: 드로우 페이즈에 카드를 드로우하는 매수가 증감한다.
- 차지 X: 파워카드 페이즈에 덱에서 파워카드를 세트할 수 있는 매수가 증감한다.
- 인터셉트: 가드 선언시에 지불하는 가드 코스트가 1 감소한다.
- 부스트 X: 어택 선언시에 X장까지의 파워 카드를 추가로 지불하는 것으로, 상대의 가드 코스트를 같은 수만큼 증가시킬 수 있다.
- 브레이크스루: 이 스킬을 가진 캐릭터는 브레이크 하지 않은 캐릭터에게 가드받지 않는다.
- 퍼머넌트±X: 퍼머넌트 카드를 세트 가능한 매수가 증감한다.
- 이니셔티브(Initiative): 상대보다 먼저 공격을 가한다. 이 캐릭터의 공격으로 상대가 쓰러질 경우, 상대 캐릭터로부터의 대미지는 없다. 서로가 가지고 있는 경우에는 통상의 배틀을 실행한다.
- 페네트레이트(Penetrate): 공격시에 이 캐릭터의 공격력이 상대 캐릭터의 수비력보다 높을 경우, 그 차이만큼 상대 플레이어에게 대미지를 준다. 세력 캐릭터를 공격했을 경우에는 세력 열의 아래쪽 캐릭터에게 대미지를 준다. 공격을 받을 때나 정신공격일 때는 효과가 적용되지 않는다.
- 스텔스: 이 스킬을 가진 캐릭터는 다른 세력의 캐릭터에게 가드되지 않는다. (가드 선언은 가능)
- 싱크로: 다음의 두 조건 중 하나가 만족되었을 경우 이 스킬을 가진 캐릭터로 리스폰스로서 어택 또는 가드 선언하면, 아군 캐릭터와 동시에 배틀에 참가할 수 있다. 공격력은 합해지며 세력&분류&특수능력도 공유된다. 단 내구력은 그대로이며 상대에게서 오는 공격은 각각의 캐릭터에게 따로 가해진다.
  - 이 스킬을 가진 캐릭터 이외의 자신의 캐릭터가 어택 선언하여, 상대의 캐릭터가 가드 선언했을 경우.
  - 상대의 캐릭터가 자신에게 어택 선언하여, 이 스킬을 가진 캐릭터 이외의 캐릭터로 가드 선언했을 경우.
- 캐퍼시티±X: 패 상한 매수가 X만큼 증감한다.
- 리무브 X: 이 스킬을 가진 캐릭터를 지배하고 있는 경우, 세력 페이즈 개시시에 X장의 파워 카드를 이 스킬을 가진 캐릭터에서 지불하지 않으면 지배 에이리어로 이동한다.
- 레지스트 ?: 이 스킬을 가진 캐릭터는 ?에 해당하는 세력 또는 분류의 캐릭터에게 배틀로 인한 대미지를 받지 않는다.
- 프로텍트 ?: 이 스킬을 가진 캐릭터는 ?에 해당하는 세력의 프로젝트 카드의 효과를 받지 않는다.
- 인피니티: 이 스킬을 가진 캐릭터에서 지불된 어택 선언, 가드 선언, 이펙트의 코스트는 오너의 패로 되돌아온다.
- 오펜시브: 이 스킬을 가진 캐릭터가 다른 플레이어를 목표로 어택 선언했을 경우 그 코스트는 오너의 패로 되돌아온다.
- 디펜시브: 이 스킬을 가진 캐릭터가 지배 캐릭터의 어택 선언에 대해 가드 선언했을 경우 그 코스트는 오너의 패로 되돌아온다.
- 실드: 이 스킬을 가진 캐릭터는 배틀 이외의 대미지를 받지 않는다.
- 바인드 X: 이 스킬을 가진 캐릭터가 장에서 제거 될 경우, X 코스트를 대미지 장에 두는 것으로 이 캐릭터와 이 캐릭터에게 세트되어있는 카드를 장에 남길 수 있다.

기타 특수능력
- 이펙트: 원숫자(①, ② 등) 또는 ⓧ로 시작하는 특수능력. 해당 숫자만큼의 코스트를 해당 캐릭터에서 지불하는 것으로 사용 가능.
- 어빌리티: 카드 텍스트란에 문장의 형태로 쓰여있는 특수능력. 조건이 맞는 한 자동으로 적용된다.
- 정신공격: ( ) 괄호로 둘러싸여있는 공격력. 보통의 공격력이 내구력에 가해지는 것과 반대로 정신공격은 해당 캐릭터에게 세트되어 있는 파워 카드를 파괴한다. 세트되어 있는 파워카드의 수보다 큰 수치의 정신공격이 가해지면 캐릭터는 파괴된다. 단, 세력 캐릭터에게 정신공격이 가해졌을 경우에는 정신력과 정신공격력을 비교하여, 정신력 이상의 정신공격이 가해진 경우 파괴된다.

리스폰스
다른 선언에 끼어드는 형식으로 보다 빨리 효과를 발동하는 것을 의미한다. 리스폰스로 카드의 효과를 발동했을 경우, 나중에 발동한 선언이 먼저 처리된다. 리스폰스로 발동 가능한 선언은 이펙트, 가드, 패스트 카드뿐이다.
네임 레벨
캐릭터 카드, 브레이크 카드 중에는 " "로 둘러싸인 고유한 이름(네임)을 가지고 있는 카드가 있다. 이런 카드를 '네임 레벨 캐릭터'라고 하며 다음과 같은 특수한 룰이 적용된다.
- 같은 네임의 캐릭터는 장에 1명밖에 존재할 수 없다.
- 장의 네임 레벨 캐릭터를 브레이크 할 경우, 그 캐릭터와 같은 네임을 가진 브레이크 카드로만 브레이크 할 수 있다.
- 네임 레벨 캐릭터가 파괴된 경우, 그 캐릭터를 구성하는 카드 중 네임을 가진 캐릭터는 무덤이 아니라 대미지 장에 놓인다.

## 게임의 진행

### 시작하기 전
1. 서로 덱을 대전상대에게 넘겨준다.
2. 대전상대에게서 넘겨받은 덱을 셔플하여 되돌려준다.
3. 가위바위보 등으로 선공 후공을 결정한다.
4. 모든 플레이어는 덱에서 카드를 7장 드로우한다.

드로우한 패에 만족할 수 없는 경우, 선공이 아닌 플레이어는 1회에 한해 패를 새로 드로우 할 수 있다. 준비가 끝났으면 선공 플레이어부터 턴을 시작한다.

### 턴의 진행
턴은 크게 5개의 페이즈로 나뉘어 있다. 각 페이즈 별로 할 수 있는 일, 해야 하는 일이 다르다.
드로우 페이즈
덱에서 카드를 드로우하여 패에 넣는 페이즈이다. 기본적으로 1장을 드로우하지만, 스킬 드로우±X를 가진 캐릭터를 지배하고 있는 경우, X 만큼 드로우 매수가 증감한다.
세력 페이즈
자신의 세력 파티의 액티브 캐릭터가 스킬 ▼ (어그레시브)를 가지고 있는 경우, 플레이어에게 어택 선언한다. 세력 체크는 E.G.O. → 아라야식 → WIZ-DOM → 다크로어 → 극성제국 → 이레이저의 순서로 진행된다.
메인 페이즈
다양한 카드를 사용하거나 상대를 공격할 수 있는 페이즈이다.
- 캐릭터 카드의 세트: 패에 있는 캐릭터 카드를 자신의 세력 에이리어에 세트할 수 있다.
- 브레이크 카드의 세트: 패에 있는 브레이크 카드를 장의 캐릭터에게 세트할 수 있다. 브레이크에 성공했을 경우 기존 캐릭터의 능력은 전부 사라지고, 새로운 브레이크 카드의 능력만이 적용된다. 캐릭터에 겹쳐서 놓는다. 상대 테리토리의 캐릭터를 브레이크했을 경우 상대 캐릭터는 파괴되고 자신의 브레이크 카드만이 지배 에이리어에 세트된다.
- 퍼머넌트 카드의 세트: 패에 있는 퍼머넌트 카드를 장의 캐릭터에 세트할 수 있다.
- 프로젝트 카드의 사용: 패에 있는 프로젝트 카드를 사용할 수 있다.
- 패스트 카드의 사용: 패에 있는 패스트 카드를 사용할 수 있다.
- 어택 선언: 자신의 지배 캐릭터에서 어택 코스트(기본적으로 1장)를 지불하여, 다른 플레이어 또는 자신의 세력 파티를 목표로 어택 선언 할 수 있다.

## 익스팬션

### Saga I
- 각성의 처녀들 (覚醒の乙女たち) 1999년 7월 30일

세력 '극성제국'은 없다. 극성제국은 SagaII부터 등장한다.
- 쌍아궁의 거울 (双児宮の鏡) 1999년 11월 25일

쌍방향 브레이크 첫 등장.
- 사자궁의 전기 (獅子宮の戦旗) 2000년 5월 25일
- 천갈궁의 숙명 (天蠍宮の宿命) 2000년 11월 30일

스킬 '인피니티', '캐퍼시티', '싱크로', '부스트', '브레이크스루', '프로텍트', '리무브' 등장. 3단 브레이크 첫 등장.
- 유구한 처녀궁 (悠久の処女宮) 2001년 5월 18일

'쌍아궁의 거울', '각성의 처녀'들의 재록카드 다수 수록.
- 몽환의 천칭궁 (夢幻の天秤宮) 2001년 10월 25일

3단 브레이크 및 4장 조합 브레이크 수록.
- 마갈궁의 여신 (磨蠍宮の女神) 2002년 2월 27일
- 오리온의 소년 (オリオンの少年) 2002년 11월

첫 독립형 익스팬션. 남성 캐릭터 첫등장.

### Saga II
- 스타터 팩 / 부스터 팩 (スターターパック・ブースターパック) 2002년 11월 1일

세력 '극성제국'이 등장, 스토리 상의 문제로 '이레이저'가 사라짐.
- 빛나는 카시오페이아 (麗しのカシオペア) 2003년 2월 27일

프리미엄 익스팬션.
- 금우궁의 맹습 (金牛宮の猛襲) 2003년 5월 23일

프로젝트, 퍼머넌트 카드가 강화됨.
- 사랑의 안드로메다 (愛しのアンドロメダ) 2003년 7월 25일

캐릭터 카드로만 구성된 프리미엄 익스팬션
- 쌍어궁의 심연 (双魚宮の深淵) 2003년 10월 24일

SagaI의 캐릭터 재록.
- 섬광의 서던크로스 (閃光のサザンクロス) 2003년 12월 25일

심플 스타일을 위한 익스팬션.
- 유니콘의 연인 (ユニコーンの恋人) 2004년 2월 20일

프리미엄 익스팬션.
- 정열의 백양궁 (情熱の白羊宮) 2004년 5월 20일

4장 조합 브레이크 재등장.
- 피닉스의 날개 (フェニックスの羽)

프리미엄 익스팬션.
- 페르세우스의 용자 (ペルセウスの勇者) 2004년 7월 29일

심플 스타일을 위한 익스팬션.
- 마탄의 사수자리 (魔弾の射手座) 2004년 10월 21일

3단 브레이크 다수수록.
- 뱀주인의 지팡이 (蛇使いの杖) 2005년 2월 24일

### Saga 3
- 역습의 거해궁 (逆襲の巨蟹宮) 2005년 6월 30일

이레이저 부활. 카드 텍스트에서 효과를 받는 목표를 확실히 구분.
- 마술사의 주문 (魔術師の呪文) 2005년 10월 28일

이 익스팬션부터 익스팬션 이름이 별자리에서 타로 카드(메이저 아르카나)로 바뀜. 프로젝트, 패스트 카드 강화.
- 악마의 계약 (悪魔の契約) 2006년 4월 27일
- 연인들의 협주곡 (恋人達の協奏曲) 2006년 6월 29일

버니어 익스팬션.
- 여교황의 눈동자 (女教皇の瞳) 2006년 11월 10일

특정 캐릭터 전용 퍼머넌트 등장.
- 태양의 은혜 (太陽の恵み) 2007년 2월 22일

버니어 익스팬션.
- 달빛의 비의 (月光の秘儀) 2007년 5월 25일
- 운명의 수레바퀴 (運命の輪) 2007년 8월 24일

버니어 익스팬션.
- 유전자의 힘 (遺伝子の力) 2007년 11월 22일
- 은둔자의 숲 (隠者の森)
- 심판의 날 (審判の日)

## 기타

### 참여 일러스트레이터
| - 고토 나오 (後藤なお) - 코가도 스튜디오 (工画堂スタジオ) - 나나오 나루 (七尾奈留) - 나나세 아오이(七瀬葵) - 나루세 치사토(成瀬ちさと) - 노비 노비타 (野火ノビタ) - 니시다 아사코 (西田亜沙子) - 니시마타 아오이(西又葵) - 닛타 야스나리 (新田靖成) - 라미야 료우 (蘭宮涼) - 모리시마 쁘띠 (森嶋プチ) - 무로이 후미에 (室井ふみえ) - 미나카미 히로키 (水上広樹) - 미즈키 마사토 (みずきまさと) - 미즈키 타케히토 (みづきたけひと) - 미키모토 하루히코 (美樹本晴彦) - 사사키 무츠미(ささきむつみ) - 사카이 큐타 (坂井きゅう太) - 사쿠라자와 이즈미 (桜沢いづみ) - 사토야스 (さとやす) - 슈우 카즈키 (愁☆一樹) - 스기야마 겐쇼 (すぎやま現象) - 스미 케이이치(純珪一) - 스에미 쥰 (末弥純) - 신타로 (しんたろー) - 아라키 카나오 (あらきかなお) - 아사기 사쿠라 (あさぎ桜) | - 아즈마 키요히코 (あずまきよひこ) - 아즈미 토오루 (あづみ冬留) - 야노 타쿠미 (矢野たくみ) - 야마구치 야스시 (山口恭史) - 야마다 J타 (山田J太) - 오모이아타루 (思い当たる) - 오오노 테츠야 (大野哲也) - 오오바 카게로우 (大場陽炎) - 오오하시 카오루 (大橋薫) - 오자키 히로키 (尾崎弘宜) - 오토미야 츠바사 (音宮つばさ) - 와타나베 마유미 (渡辺真由美) - 우루시하라 사토시 (うるし原智志) - 이시다 아츠코 (石田敦子) - 이이즈카 타케시 (飯塚武史) - 이즈미 레이 (依澄れい) - 이쿠타타카논 (いくたたかのん) - 이쿠미 미아 (征海未亜) - 이치카와 키즈쿠 (壱河きづく) - 츄오히가시구치 (中央東口) - 카난 (かなん) - 카츠 아키 (克・亜樹) - 코게 돈보(コゲどんぼ) - 쿠라모토 카야 (椋本夏夜) - 쿠스노키 케이 (楠桂) - 키리가 유키 (霧賀ユキ) | - 키미즈카 아오이 (きみづか葵) - 타구치 쥰코 (田口順子) - 타카기 노부유키 (髙木信孝) - 타카오 우쿄 (高雄右京) - 텐히로 나오토 (天広直人) - 토우게 히로 (峠比呂) - 토쿠미 유이코 (篤見唯子) - 포요용♡록 (ぽよよん♡ろっく) - 하네하네 키로 (羽々キロ) - 하나야시키 보탄 (花屋敷ぼたん) - 하라다 타케히토 (原田たけひと) - 하야세 아키라 (早瀬あきら) - 후미오 (フミオ) - 후지에다 미야비 (藤枝雅) - 후지와라 히사시 (藤原ひさし) - 히나。 (ひな。) - 히노우에 이타루(樋上いたる) - 히비키 레이네 (ひびき玲音) - 히카미 쿄코 (氷上恭子) - CARNELIAN - CLAMP - E=mc² - Niθ - OKAMA - PEACH-PIT - POP |

### 기타
- 레어도는 스페셜(Special), 레어(Rare), 언커먼(Uncommon), 커먼(Common)으로 분류되며, 스페셜 카드에는 특수한 홀로그램 처리가 되어 있다. 레어도는 각 카드의 하단부분에 있는 별의 개수로 알 수 있다. (스페셜 3개, 레어 2개, 언커먼 1개, 커먼 없음)
- 여교황의 눈동자 이전에는 한 팩에 12장, 한 박스에 15팩이 들어 있다. 태양의 은혜, 달빛의 비의에서는 한 팩에 AA 카드 8장과 AAA 카드 1장이 들어 있으며, 운명의 수레바퀴 이후에서는 한 팩에 AA 카드 9장과 AAA 카드 1장이 들어 있다.